# Noiembrie 1991
Acest articol este generat integral pe baza informațiilor din articolul 1991 și este actualizat periodic de un robot.
 Editările făcute în articol vor fi șterse la următoarea actualizare! Dacă doriți să faceți modificări, editați articolul-sursă.

ianuarie -
februarie -
martie -
aprilie -
mai -
iunie -
iulie -
august -
septembrie -
octombrie -
noiembrie -
decembrie
Noiembrie 1991 a fost a unsprezecea lună a anului și a început într-o zi de vineri.

## Evenimente
- 2 noiembrie: Bartolomeu I devine Patriarh al Constantinopolului.
- 21 noiembrie: Adunarea Constituantă aprobă noua Constituție a României. Din totalul de 510 senatori și deputați, au fost prezenți 509, din care 414 s-au pronunțat pentru și 95 contra. FSN, PUNR și reprezentanții minorităților, altele decât cea maghiară au votat pentru; PNȚCD, PNL și UDMR contra. Votarea a fost transmisă în direct pe postul de televiziune.[1]
- 23 noiembrie: Freddie Mercury anunță public că are SIDA; va muri a doua zi.
- 26 noiembrie: Se formează Convenția Democrată Română (CDR).

## Nașteri
- 2 noiembrie: Dina Galiakbarova, scrimeră rusă
- 3 noiembrie: Anna Odobescu, cântăreață din R. Moldova
- 3 noiembrie: Alexandru Vremea, fotbalist din R. Moldova
- 8 noiembrie: Maria Ficzay, fotbalistă română
- 12 noiembrie: Oana Corina Constantin, sportivă română (gimnastică aerobică)
- 15 noiembrie: Shailene Woodley (Shailene Diann Woodley), actriță americană
- 16 noiembrie: Anne-Marie Bănuță, fotbalistă română
- 20 noiembrie: Cristina Simion, sportivă română (alergare de fond)
- 22 noiembrie: Saki Shimizu, cântăreață japoneză
- 29 noiembrie: Andreea Boghian, canotoare română
- 30 noiembrie: Antonio Asanović, fotbalist croat
- 30 noiembrie: Plamen Iliev, fotbalist bulgar
- 30 noiembrie: Plamen Iliev, fotbalist bulgar născut în 1991

## Decese
- 2 noiembrie: Irwin Allen, 75 ani, producător american de film (n. 1916)
- 5 noiembrie: Fred MacMurray (Frederick Martin MacMurray), 83 ani, actor american (n. 1908)
- 9 noiembrie: Yves Montand (n. Ivo Livi), 70 ani, actor francez (n. 1921)
- 14 noiembrie: Constantin Chiriță, 66 ani, prozator român (n. 1925)
- 15 noiembrie: Ecaterina Fotino-Negru, 89 ani, pianistă română și profesoară de muzică (n. 1902)
- 17 noiembrie: Anton Cosma, 51 ani, critic și istoric literar român (n. 1940)
- 18 noiembrie: Claude Cahen, 82 ani, istoric francez (n. 1909)
- 23 noiembrie: Klaus Kinski (n. Klaus Günter Karl Nakszynski), 65 ani, actor german (n. 1926)
- 23 noiembrie: Ken Uehara, 82 ani, actor japonez (n. 1909)
- 24 noiembrie: Eric Carr (Paul Charles Caravello), 41 ani, muzician american (Kiss), (n. 1950)
- 24 noiembrie: Freddie Mercury (n. Farrokh Bulsara), 45 ani, muzician britanic (Queen), (n. 1946)